# IC 2081
IC 2081 — галактика типу E/SB0 () у сузір'ї Золота Риба.
Цей об'єкт міститься в оригінальній редакції індексного каталогу.